# Liste von Pumpspeicherkraftwerken
Diese Liste von Pumpspeicherkraftwerken enthält in Betrieb befindliche sowie geplante Pumpspeicherkraftwerke. Sie erhebt keinen Anspruch auf Vollständigkeit. 

## Leistungsfähigste Pumpspeicherkraftwerke weltweit
In folgender Tabelle sind als Auswahl die weltweiten Pumpspeicherkraftwerke mit einer Nennleistung von gleich oder mehr als 1 GW (1.000 MW) zusammengestellt.
| Name                                    | Staat                  | Leistung in GW | (Regelarbeits-)Kapazität in GWh                    | Entleerungsdauer unter Volllast in Stunden |
| --------------------------------------- | ---------------------- | -------------- | -------------------------------------------------- | ------------------------------------------ |
| Pumpspeicherkraftwerk Limmern           | Schweiz                | 1              | 33,3                                               | 33                                         |
| Pumpspeicherkraftwerk Nant de Drance    | Schweiz                | 0,9            | 18                                                 | 20                                         |
| Pumpspeicherkraftwerk Bad Creek         | Vereinigte Staaten     | 1,065          | 24,6                                               | 24                                         |
| Pumpspeicherkraftwerk Bailianhe         | Volksrepublik China    | 1,2            |                                                    |                                            |
| Pumpspeicherkraftwerk Baoquan           | Volksrepublik China    | 1,2            |                                                    |                                            |
| Pumpspeicherkraftwerk Bath County       | Vereinigte Staaten     | 3,003          | 24                                                 | 11                                         |
| Pumpspeicherkraftwerk Blenheim-Gilboa   | Vereinigte Staaten     | 1,16           | 17,4                                               | 15                                         |
| Castaic-Talsperre                       | Vereinigte Staaten     | 1,566          |                                                    |                                            |
| Pumpspeicherkraftwerk Coo-Trois-Ponts   | Belgien                | 1,164          |                                                    |                                            |
| Pumpspeicherkraftwerk Cortes-La Muela   | Spanien                | 1,514          |                                                    |                                            |
| Pumpspeicherkraftwerk Dinorwig          | Vereinigtes Königreich | 1,728          |                                                    | 5                                          |
| Pumpspeicherkraftwerk Drakensberg       | Südafrika              | 1              |                                                    |                                            |
| Pumpspeicherkraftwerk Edolo             | Italien                | 1              |                                                    |                                            |
| Pumpspeicherkraftwerk Entracque         | Italien                | 1,317          |                                                    |                                            |
| Pumpspeicherkraftwerk Fengning          | Volksrepublik China    | 3,6            |                                                    |                                            |
| Pumpspeicherwerk Goldisthal             | Deutschland            | 1,060          | 8,5                                                | 8                                          |
| Grand-Maison                            | Frankreich             | 1,8            |                                                    |                                            |
| Guangdong-Pumpspeicherkraftwerk         | Volksrepublik China    | 2,4            |                                                    |                                            |
| Pumpspeicherwerk Heimifeng              | Volksrepublik China    | 1,2            |                                                    |                                            |
| Pumpspeicherwerk Helms                  | Vereinigte Staaten     | 1,2            |                                                    |                                            |
| Huizhou-Pumpspeicherkraftwerk           | Volksrepublik China    | 2,448          |                                                    |                                            |
| Pumpspeicherwerk Imaichi                | Japan                  | 1,05           |                                                    |                                            |
| Ingula-Pumpspeicherwerk                 | Südafrika              | 1,332          |                                                    |                                            |
| Pumpspeicherkraftwerk Ludington         | Vereinigte Staaten     | 1,872          |                                                    |                                            |
| Maltakraftwerke                         | Österreich             | 1,062          | 588,3 (Energiegehalt – nicht Regelarbeitsvermögen) |                                            |
| Pumpspeicherwerk Markersbach            | Deutschland            | 1,050          | 4,0                                                |                                            |
| Pumpspeicherwerk Matanoagawa            | Japan                  | 1,2            |                                                    |                                            |
| Minghu-Talsperre                        | Taiwan                 | 1,008          |                                                    |                                            |
| Mingtan-Talsperre                       | Taiwan                 | 1,602          |                                                    |                                            |
| Pumpspeicherwerk Muddy Run              | Vereinigte Staaten     | 1,071          |                                                    |                                            |
| Pumpspeicherwerk Northfield Mountain    | Vereinigte Staaten     | 1,08           |                                                    |                                            |
| Okutataragi-Pumpspeicherkraftwerk       | Japan                  | 1,932          |                                                    |                                            |
| Pumpspeicherkraftwerk Okuyoshino        | Japan                  | 1,206          |                                                    |                                            |
| Pumpspeicherkraftwerk Domenico Cimarosa | Italien                | 1              |                                                    |                                            |
| Pumpspeicherkraftwerk Pushihe           | Volksrepublik China    | 1,2            |                                                    |                                            |
| Raccoon-Mountain-Pumpspeicherwerk       | Vereinigte Staaten     | 1,652          | 36,3                                               | 22                                         |
| Pumpspeicherkraftwerk Rocky Mountain    | Vereinigte Staaten     | 1,095          |                                                    |                                            |
| Pumpspeicherkraftwerk Roncovalgrande    | Italien                | 1,016          |                                                    |                                            |
| Sardar-Sarovar-Talsperre                | Indien                 | 1,45           |                                                    |                                            |
| Pumpspeicherkraftwerk Shin-Takasegawa   | Japan                  | 1,28           |                                                    |                                            |
| Shintoyone-Pumpspeicherkraftwerk        | Japan                  | 1,125          |                                                    |                                            |
| Pumpspeicherkraftwerk Taian             | Volksrepublik China    | 1              |                                                    |                                            |
| Tamahara-Pumpspeicherkraftwerk          | Japan                  | 1,2            |                                                    |                                            |
| Pumpspeicherkraftwerk Tianhuangping     | Volksrepublik China    | 1,836          |                                                    |                                            |
| Pumpspeicherkraftwerk Tongbai           | Volksrepublik China    | 1,2            |                                                    |                                            |
| Tumut-Wasserkraftwerk                   | Australien             | 1,5            |                                                    |                                            |
| Pumpspeicherwerk Vianden                | Luxemburg              | 1,296          |                                                    |                                            |
| Pumpspeicherwerk Xiangshuijian          | Volksrepublik China    | 1              |                                                    |                                            |
| Pumpspeicherwerk Xilongchi              | Volksrepublik China    | 1,2            |                                                    |                                            |
| Pumpspeicherwerk Yangyang               | Südkorea               | 1              |                                                    |                                            |
| Pumpspeicherwerk Yixing                 | Volksrepublik China    | 1              |                                                    |                                            |
| Pumpspeicherkraftwerk Sagorsk           | Russland               | 1,2            |                                                    |                                            |
| Pumpspeicherwerk Zhanghewan             | Volksrepublik China    | 1              |                                                    |                                            |
| Pumpspeicherkraftwerk Dnister           | Ukraine                | 1,296          |                                                    |                                            |

## Pumpspeicherkraftwerke einzelner Länder

### Deutschland
In Deutschland war Stand 2010 eine Pumpspeicherleistung von etwa 7 GW (Gigawatt) installiert. Die Speicherkapazitäten reichten dabei täglich für 4–8 Stunden Dauerbetrieb, bei 6 Stunden Pumpen und 6 h Erzeugung waren meist zwei Vollzyklen pro Tag möglich. Daraus ergab sich 2010 eine Gesamtspeicherarbeit pro Zyklus von etwa 40 GWh. Im Jahr 2006 erzeugten die deutschen Pumpspeicherkraftwerke 4.042 GWh elektrischer Energie, was nur 11 GWh am Tag entsprach, da noch kaum Überschüsse aus Erneuerbaren Energien verfügbar waren. Dem stand eine Pumparbeit von 5.829 GWh gegenüber, so dass der durchschnittliche Wirkungsgrad bei etwa 70 % lag.
Laut Energy Charts war 2023 in Deutschland knapp 10 Gigawatt Pumpspeicher-Leistung installiert, wobei mit maximal gut 7 Gigawatt gepumpt und auch erzeugt wurde. Der Jahresgesamtverbrauch von 14 TWh bei 11 TWh Erzeugung entspricht pro Tag 38,6 GWh Verbrauch und 30,5 GWh Erzeugung mit 79 % Wirkungsgrad. 
Das Pumpspeicherwerk Vianden am aufgestauten deutsch-luxemburgischen Grenzfluss Our ist in diesem Artikel unter „Luxemburg“ aufgeführt, obwohl die Anbindung an das europäische Verbundnetz in Deutschland erfolgt und die Anlage auch in der Kraftwerksliste der deutschen Bundesnetzagentur aufgeführt ist. Auch die Pumparbeitsleistung stammt vorwiegend aus Deutschland, ursprünglich aus den Braunkohlekraftwerken in NRW, später auch aus Erneuerbaren. 
| Rang | Name | Bundesland          | Leistung in MW         | Speichergröße in MWh | Bauzeit   | Inbetriebnahme | Kommentare |
| ---- | --- | ------------------- | ---------------------- | -------------------- | --------- | -------------- | --- |
| 1    | Pumpspeicherwerk Goldisthal | Thüringen           | 1.060,0                | 8.480                |           | 2003           | |
| 2    | Pumpspeicherwerk Markersbach | Sachsen             | 1.050,0                | 4.018                | 1970–1981 | 1979           | |
| 3    | Schluchseewerk: Kraftwerk Wehr | Baden-Württemberg   | 980,0                  | 6.073                |           | 1975           | |
| 4    | Pumpspeicherwerk Waldeck II | Hessen              | 480,0                  | 3.428                | 1969–1974 |                | |
| 5    | Schluchseewerk: Kavernenkraftwerk Bad Säckingen                                                                                             | Baden-Württemberg   | 370,0                  | 2.064                |           | 1967           | |
| 6    | Pumpspeicherwerk Hohenwarte II | Thüringen           | 320,0                  | 2.087                | 1956–1963 | 1966           | |
| 7    | Pumpspeicherwerk Erzhausen an der Leine | Niedersachsen       | 220,0                  | 1100                 |           | 1964           | |
| 8    | Schluchseewerk: Kraftwerk Witznau | Baden-Württemberg   | 220,0                  | 626                  | 1939–1950 | 1950           | |
| 9    | Pumpspeicherkraftwerk Happurg bei Nürnberg                                                                                                  | Bayern              | 160,0                  | 900                  | 1956–1958 |                | seit 2011 nicht in Betrieb, Sanierung zur Wiederinbetriebnahme bis 2028                                                                     |
| 10   | Schluchseewerk: Kraftwerk Waldshut | Baden-Württemberg   | 160,0                  | 402                  | 1951–2011 |                | |
| 11   | Pumpspeicherkraftwerk Langenprozelten bei Gemünden am Main (Franken)                                                                        | Bayern              | 160,0                  | 950                  |           | 1976           | wichtiges Spitzenlastkraftwerk im Bahnstromnetz                                                                                             |
| 12   | Pumpspeicherkraftwerk Herdecke | Nordrhein-Westfalen | 153,0                  | 590                  |           | 1989           | |
| 13   | Pumpspeicherwerk Waldeck I | Hessen              | 140,0                  | 478                  |           | 1933           | |
| 14   | Pumpspeicherwerk Rönkhausen in Finnentrop                                                                                                   | Nordrhein-Westfalen | 140,0                  | 735                  |           | 1969           | |
| 15   | Kraftwerksgruppe Jansen an der Pfreimd mit Pumpspeicherwerk Tanzmühle 25,2 MW Pumpspeicherwerk Reisach 98,3 MW und Ausgleichswerk Trausnitz | Bayern              | 135,0                  | 404                  | 1951–1961 |                | |
| 16   | Pumpspeicherwerk Niederwartha in Dresden | Sachsen             | 120,0                  | 591                  |           | 1930           | Das PSW Niederwartha befand sich zuletzt im Übergangsbetrieb mit zwei Turbinen und 40 MW Leistung und wurde am 14. August 2023 stillgelegt. |
| 17   | Pumpspeicherkraftwerk Geesthacht | Schleswig-Holstein  | 120,0                  | 600                  |           | 1958           | |
| 18   | Schluchseewerk: Kraftwerk Häusern | Baden-Württemberg   | 90,0                   | 463                  |           | 1931           | |
| 19   | Pumpspeicherwerk Glems in Metzingen-Glems                                                                                                   | Baden-Württemberg   | 90,0                   | 560                  | 1964–1969 |                | |
| 20   | Pumpspeicherwerk Bleiloch | Thüringen           | 80,0                   | 753                  | 1926–1932 |                | |
| 21   | Pumpspeicherwerk Wendefurth (Harz) | Sachsen-Anhalt      | 80,0                   | 523                  | 1967      |                | |
| 22   | Pumpspeicherwerk Hohenwarte I | Thüringen           | 62,8                   | 795                  | 1936–1942 | 1959           | |
| 23   | Leitzachwerk I (neu) | Bayern              | 49,0                   | 550                  |           | 1938           | zuvor „I alt“ 24 MW ab 1929 |
| 24   | Leitzachwerk II | Bayern              | 44,0                   | 550                  |           | 1960           | |
| 25   | Schwarzenbach-Kraftwerk in Forbach | Baden-Württemberg   | 44,0                   | 198                  |           | 1926           | |
| 26   | Ruselkraftwerke (Pumpspeicherwerke Oberberg I und II) in Deggendorf                                                                         | Bayern              | 14 (plus 25 thermisch) | ?                    |           | 1957 / 1986    | Pumpspeicherbetrieb abgeschaltet seit 2019                                                                                                  |
| 27   | Sorpekraftwerk | Nordrhein-Westfalen | 7,44                   | ?                    | 1926–1935 |                | |
| 28   | Dhrontalsperre (Dhronkraftwerk) | Rheinland-Pfalz     | 6,18                   | ?                    |           | 1913 / 1956    | seit 1995 nur Speicherkraftwerk |
| 29   | Pumpspeicherkraftwerk Oberstdorf Warmatsgund                                                                                                | Bayern              | 4,72                   | 22                   |           | 1992           | Da der reine Laufwasserbetrieb lukrativer ist, wird das Kraftwerk nicht mehr als Pumpspeicher betrieben.                                    |
| 30   | Pumpspeicherwerk Wisenta | Thüringen           | 3,3                    | ?                    | 1933–1939 |                | |
| 31   | Nidderkraftwerk | Hessen              | 2,3                    | ?                    |           | 1923           | seit 1978 Speicherkraftwerk |
| 32   | Pumpspeicherwerk Mittweida | Sachsen             | 1,7                    | ?                    |           | 1926 / 1928    | außer Betrieb |
| 33   | Höllbachkraftwerke | Bayern              | 1,5                    | ?                    |           | 1909 / 1961    | [ 19 ] |
| 34   | Wasserkraftwerk Kirchentellinsfurt (Ortsteil Einsiedel)                                                                                     | Baden-Württemberg   | 1,3                    | 6                    |           | 1926           | |
| 35   | Kraftwerk Kanzem | Rheinland-Pfalz     | 1,2 (2,3)              | ?                    |           | 1986           | |
| 36   | Kraftwerk Eibele / Werk III | Bayern              | 0,65                   | 1,5 (?)              | 1958–1961 |                | 1958–1961 als Pumpspeicherkraftwerk gebaut und 1971 erweitert; heute nur noch als Laufwasserkraftwerk genutzt.                              |
|      | Gesamtleistung (ohne Mittweida) | Deutschland         | rd. 6.565              | rd. 37.700           |           |                | ~ 2005 |

In einzelnen Aufstellungen sind weitere Anlagen zu finden. Es sind jedoch nur Speicher- bzw. Laufwasserkraftwerke. Dazu gehört das Kraftwerk Eibele / Werk III mit 0,65 MW in Bayern, das 1958/61 als Pumpspeicherkraftwerk gebaut und 1971 erweitert wurde; heute wird es nur noch als Laufwasserkraftwerk genutzt.

#### Planungen
- Forbach: Der Energiekonzern EnBW erweitert gemeinsam mit der Stadt Baden-Baden das Laufwasser- und Speicher-kraftwerk Forbach im Rudolf-Fettweis-Werk zu einem Pumpspeicherkraftwerk. Die Maximalleistung soll von heute 70 Megawatt auf 270 Megawatt gesteigert werden.[23] Die Bauarbeiten begannen im Mai 2024.[24][25]
- Heimbach: Die Stadtwerke Mainz prüfen seit einigen Jahren die Errichtung des Pumpspeicherwerks „Heimbach“ mit einer Leistung zwischen 400 und 600 MW auf dem Franzosenkopf (618 m) am Mittelrhein oberhalb von Niederheimbach.[26] Aufgrund der wirtschaftlich ungünstigen Rahmenbedingungen wurden die Planungen verlangsamt.
- Leun: In einem ungenutzten Teil eines Steinbruches westlich der Stadt Leun plant die Hermann Hofmann Gruppe das Pumpspeicherwerk Leun mit 160 MWh Speicherkapazität, die binnen vier Stunden ausgespeichert werden können. Die Planungen stammen aus dem Jahr 2012 und sollten ab 2023 weiter verfolgt werden.[27]  Im November 2024 wurden die für das Planfeststellungsverfahren notwendigen Unterlagen beim Regierungspräsidium Gießen eingereicht.[28]
- Riedl: Pumpspeicherkraftwerk Riedl in Bayern mit einer geplanten maximalen Leistung 300 MW, dabei soll die Staustufe des bestehenden Kraftwerk Jochenstein als Unterbecken dienen.[29]
- Saalfeld: Vattenfall prüft im Thüringer Schiefergebirge bei Saalfeld den Bau eines Pumpspeicherwerks, eine Entscheidung wird nicht vor 2030 erwartet.[30] Das Kraftwerk bei Leutenberg und Probstzella soll bis zu 500 MW Leistung bekommen.[31]

#### Aufgegebene Projekte
- Atdorf: Pumpspeicherkraftwerk Atdorf im Hotzenwald (Schluchseewerke AG).[32] Es wäre bei planmäßiger Fertigstellung im Jahre 2018 mit 1400 MW maximaler Leistung das größte in Europa gewesen. Die beiden Becken mit einem Höhenunterschied von 600 m sollten ein Stauvolumen von 9 bis 10 Millionen Kubikmeter erhalten. Das hätte einem Arbeitsvermögen von ca. 13 GWh entsprochen.[33]
- Blautal: Die Stadtwerke Ulm/Neu-Ulm planten ein Pumpspeicherkraftwerk Blautal mit einer Leistung von 60 MW und einem Speichervermögen von netto 370 MWh.[34][35][36] Das Projekt wurde 2016 aufgegeben.[37]
- Bremm: Pumpspeicherwerk Bremm mit 1300 MW, ab Ende der 1960er-Jahre in der Südeifel von RWE projektiert; war 1991 Hintergrund des Drehbuches für den legendären Tatort: Tod im Häcksler; 2012 griffen die rheinland-pfälzischen Grünen die 40 Jahre alten Pläne im Zuge der Energiewende wieder auf.
- Einöden: Pumpspeicherkraftwerk Einöden in Bayern mit einer Leistung zwischen 100 und 200 MW.[38] Projekt scheint auf dem Stand von 2012 eingefroren zu sein.
- Ellrich: Das Pumpspeicherkraftwerk Ellrich mit 640 MW wurde im Thüringer Schiefergebirge / Südharz von Strabag geplant.
- Gaildorf: Vom Naturstromspeicher Gaildorf sind nur die vier Windkraftanlagen in Betrieb, der neuartige Pumpspeicher mit Oberbecken in den WKA-Fundamenten wurde nicht vollendet.
- Halde Sundern: Im Ruhrgebiet waren Abraumhaldenkraftwerke (spoil tip plants) geplant, zunächst eine Pilotanlage auf der Halde Sundern in Hamm mit 15 MW (insgesamt bis 200 MW)[36][39][40] Stand 2017 war das Projekt zurückgestellt.
- Jochberg: Die Energieallianz Bayern plante am Jochberg das Pumpspeicherkraftwerk Jochberg mit 700 MW Leistung.[41] Am 6. September 2014 wurde bekannt, dass die Bayerische Staatsregierung das Projekt aus wirtschaftlichen Gründen nicht weiterverfolgen wird.[42]
- Hainleite: Das Pumpspeicherkraftwerk Hainleite war mit bis zu 500 MW in Thüringen von der PSW Hainleite GmbH, einer Tochterfirma des Baukonzerns Hochtief, geplant. Das Projekt wurde 2015 aus wirtschaftlichen Gründen noch in der Planungsphase beendet.[43]
- Johanneszeche: Im Februar 2014 wurden Planungen der Vispiron-Gruppe bekannt, die vorsahen am Osser im Bayerischen Wald das Pumpspeicherkraftwerk Johanneszeche mit einer Leistung von 100 MW und einer Speicherkapazität von 810 MWh zu errichten. Die Planungen scheiterten an einem im Juli 2015 abgehaltenen Bürgerentscheid.[44][45]
- Leinetal: Das PSW Leinetal wurde von Hochtief bei Freden mit einer Inbetriebnahme 2020 und einer Leistung von 200 MW geplant.[46][47] 2015 kam Hochtief zu dem Schluss, dass Pumpspeicherwerke unter den damaligen wirtschaftlichen Bedingungen nicht rentabel zu betreiben seien und sah auch keinen Willen der Bundesregierung daran etwas zu ändern.[48]
- Lippe: Hochtief stellte im Juli 2013 erste Planungen für ein Pumpspeicherwerk im Mörth im Kreis Lippe vor; geplante Inbetriebnahme 2021, geplante Leistung etwa 300 MW.[49][50] Im Juli 2015 wurden die Planungsarbeiten wegen Unwirtschaftlichkeit eingestellt.[51]
- Nethe: Das Pumpspeicherkraftwerk Nethe in Beverungen und Höxter mit 390 MW.[52]
- Porta Westfalica: Ein ehemals geplantes Pumpspeicherkraftwerk unter Tage in Porta Westfalica mit einer Leistung zwischen 100 und 150 MW.[53]
- Rursee: Das Energieversorgungsunternehmen Trianel plante das Pumpspeicherkraftwerk Rur am Rursee (159 Millionen Kubikmeter) in der Eifel mit einer Leistung von 640 MW,[54] zog seine Pläne aber auch aufgrund lokalen politischen Widerstands zurück.[55][56][57]
- Schleicherberg: Pumpspeicherkraftwerk Schleicherberg mit 700 MW, ab Ende der 1960er Jahre an der Mosel vom RWE projektiert;
- Schmalwasser: Pumpspeicherkraftwerk Schmalwasser im Thüringer Wald (Trianel & Thüringer Fernwasserversorgung) mit einer geplanten maximalen Leistung 1000 MW.[58] Im April 2013 wurden die Antragsunterlagen zum Raumordnungsverfahren eingereicht.[59] Im Juli 2018 wurde das Projekt wegen der zu hohen Kosten gestoppt.[60]
- Schweich: Die Stadtwerke Trier planten das Pumpspeicherkraftwerk Schweich mit einer Leistung von 300 MW.[61]
- Waldeck: Das PSW Waldeck II sollte um 300 MW erweitert werden,[36] die Genehmigung ist bereits erteilt.[62]

### Österreich
| Rang | Name                                  | Leistung in MW | Regelarbeit in Mio. kWh/Jahr | Auslastung in % | Rohfall- höhe | Ausbauwassermenge in m³/s | Fertig- stellung                                                 | Bundes- land   | Betreiber               |
| ---- | ------------------------------------- | -------------- | ---------------------------- | --------------- | ------------- | ------------------------- | ---------------------------------------------------------------- | -------------- | ----------------------- |
| 1    | Malta-Hauptstufe                      | 730,0          | 715,0                        | 11              | 1106          | 80,0                      | 1979                                                             | Kärnten        | Austrian Hydro Power AG |
| 2    | Kopswerk II                           | 525,0          | -                            | -               | 818           | 80,0                      | 2008                                                             | Vorarlberg     | illwerke vkw AG         |
| 3    | Silz                                  | 500,0          | 495,3                        | 11              | 1258          | 48,0                      | 1981                                                             | Tirol          | Tiroler Wasserkraft AG  |
| 4    | Limberg II                            | 480,0          | -                            | -               | 346           | 144,0                     | 2012                                                             | Salzburg       | Austrian Hydro Power AG |
| 5    | Reißeck II                            | 430,0          | -                            | -               | 595           | 80,0                      | 2015                                                             | Kärnten        | Austrian Hydro Power AG |
| 6    | Häusling                              | 360,0          | 179,4                        | 6               | 696           | 65,0                      | 1988                                                             | Tirol          | Austrian Hydro Power AG |
| 6    | Obervermuntwerk II                    | 380,0          |                              |                 | 291           | 150,0                     | 2019                                                             | Vorarlberg     | illwerke vkw AG         |
| 8    | Rodundwerk II                         | 295,0          | 486,0                        | 20              | 354           | 98,0                      | 1976                                                             | Vorarlberg     | illwerke vkw AG         |
| 9    | Lünerseewerk                          | 280,0          | 371,0                        | 18              | 974           | 38,0                      | 1958                                                             | Vorarlberg     | illwerke vkw AG         |
| 10   | Roßhag                                | 231,0          | 312,0                        | 15              | 630           | 52,0                      | 1972                                                             | Tirol          | Austrian Hydro Power AG |
| 11   | Rodundwerk I                          | 198,0          | 322,0                        | 19              | 354           | 60,0                      | 1952                                                             | Vorarlberg     | illwerke vkw AG         |
| 12   | Feldsee                               | 140            | 300                          |                 | 524           |                           | 2009                                                             | Kärnten        | Kelag                   |
| 13   | Koralpe                               | 50             | 160                          |                 |               |                           | 2011                                                             | Kärnten        | Kelag                   |
| 14   | Ranna                                 | 19             | 47,7                         |                 |               | 12                        | 1925                                                             | Oberösterreich | Energie AG              |
| 00   | Energiespeicher Bernegger (ESB) Molln | 300            |                              |                 | 630           |                           | Bewilligt seit 2011, Baubeginn 2023 geplant. Fertig ab 2027 (?). | Oberösterreich | Bernegger               |
|      | Gesamtleistung                        | rd. 4.900      |                              |                 |               |                           |                                                                  |                |                         |

Das Forstseekraftwerk, 1925 als erstes Speicherkraftwerk Kärntens errichtet, wurde historisch von 1928 bis 1983 sommers als Pumpspeicherkraftwerk betrieben.

#### Planungen
Bewilligt seit 2017, doch ungebaut ist ein Projekt in Oberösterreich der Energie AG.
Als erstes PSW in Oberösterreich soll der Energiespeicher Bernegger (ESB) vom gleichnamigen Schotterunternehmen in Molln, mit Kavernen im Berg als Speichergefäße ab 2023 errichtet werden.
Die illwerke vkw AG nimmt derzeit Erkundungs- und Vorbereitungsarbeiten für das geplante, mit jeweils 1000 MW Turbinen- und Pumpleistung künftig leistungsstärkste Wasserkraftwerk Österreichs, das Lünerseewerk II, vor. Nach derzeitigem Stand (2023) würde der Bau 2030 beginnen und es 2037 in Betrieb gehen.

### Schweiz
Die meisten Wasserkraftwerke in der Schweiz sind als Speicherkraftwerke ausgelegt. Folgende Liste beinhaltet jene Werke, welche auch pumpen können. Zurzeit entstehen in den Schweizer Alpen mehrere Grosskraftwerke mit unterirdischen Leitungen und Maschinenhäusern.
| Rang | Name                      | Standort (Kanton) | Produktionserwartung in GWh/Jahr | Pumpleistung in MW | Turbinenleistung in MW | Betreiber                     | Fertigstellung |
| ---- | ------------------------- | ----------------- | -------------------------------- | ------------------ | ---------------------- | ----------------------------- | -------------- |
| 1    | Ferrera 1                 | Graubünden        | 308                              | 180                | 180                    | Kraftwerke Hinterrhein        | 1962           |
| 2    | Etzelwerk Altendorf       | Schwyz            | 253                              | 121                | 135                    | Etzelwerk                     | 1937           |
| 3    | Mapragg                   | St. Gallen        | 176                              | 274                | 280                    | Kraftwerke Sarganserland      | 1977           |
| 4    | Veytaux                   | Waadt             | 160                              | 420                | 420                    | Forces Motrices Hongrin-Léman | 2015           |
| 5    | Châtelard-Barberine 1 + 2 | Wallis            | 155                              | 98                 | 112                    | Schweizerische Bundesbahnen   | 1923           |
| 6    | Mottec                    | Wallis            | 135                              | 69                 | 71                     | Kraftwerke Gougra             | 1958           |
| 7    | Zermeiggern               | Wallis            | 133                              | 74                 | 74                     | Kraftwerke Mattmark           | 1966           |
| 8    | Ova Spin                  | Graubünden        | 87                               | 47                 | 54                     | Engadiner Kraftwerke          | 1970           |
| 9    | Peccia (Sambuco)          | Tessin            | 85                               | 44                 | 54                     | Maggia Kraftwerke             | 1955           |
| 10   | Rempen                    | Schwyz            | 60                               | 60                 | 66                     | Kraftwerk Wägital             | 1926           |
| 11   | Handeck 3 (Isogyre)       | Bern              | 39                               | 55                 | 55                     | Kraftwerke Oberhasli          | 1976           |
| 12   | Robiei                    | Tessin            | 30                               | 165                | 192                    | Maggia Kraftwerke             | 1968           |
| 13   | Oberems (Argessa)         | Wallis            | 15                               | 7                  | 8                      | Argessa                       | 1926           |
| 14   | Nant de Drance            | Wallis            | 9                                | 900                | 900                    | Nant de Drance                | 2019           |
| 15   | PSW Limmern               | Glarus            | 8                                | 1000               | 1000                   | Kraftwerke Linth-Limmern      | 2016           |
| 16   | Bortelalp                 | Wallis            | 6                                | 2                  | 2                      | EnBAG                         | 1990           |
| 17   | Grimsel 2                 | Bern              | 600                              | 372                | 382                    | Kraftwerke Oberhasli          | 1980           |
|      | Gesamtleistung            |                   | 2259                             | 3888               | 3985                   |                               |                |

### Norwegen
Norwegen verfügt über etwa 1250 Wasserkraftwerke, die überwiegende Mehrzahl ist als Speicherkraftwerk ohne Pumpfunktion ausgeführt da es dafür weder Nachfrage noch ein zeitweiliges Überangebot an Pumpstrom gab.
Viele von diesen Kraftwerken haben sowohl einen Ober- als auch einen Untersee, so dass sie mit relativ geringem Aufwand in ein Pumpspeicherkraftwerk umgebaut werden könnten sofern ein Bedarf dafür entsteht. Aufgeführt sind hier nur Kraftwerke, die schon als Pumpspeicherkraftwerk ausgelegt sind oder wo die Beantragung oder der Ausbau zum PSKW läuft.
| Rang | Name               | Leistung in MW | Pumpleistung in MW           | Speicherkapazität in GWh | Stromproduktion in GWh/Jahr                | Bauzeit, Inbetriebnahme |
| ---- | ------------------ | -------------- | ---------------------------- | ------------------------ | ------------------------------------------ | ----------------------- |
| 1    | Kraftwerk Kvilldal | 1.240          |                              | 326                      | 4.500 (für alle Kraftwerke von Ulla-Førre) |                         |
| 2    | Kraftwerk Tonstad  | 960            | 960 (Noch nicht installiert) |                          | 3.800                                      | 1968                    |
| 3    | Kraftwerk Saurdal  | 640            | 320                          |                          |                                            | 1968                    |

### Frankreich
Frankreich hat mit über 60 installierte Gigawatt aus Kernkraft, dazu über 11 GW Laufwasser, und über 8 GW Speicherwasser mit Speicherständen über 3 TWh im Spätsommer. Die Leistung der Pumpspeicher ist dagegen mit gut 5 GW eher gering. 
- Grand-Maison, 1800 MW
- Pumpspeicherkraftwerk Bissorte, 825 MW
- Le Cheylas, 480 MW
- Pumpspeicherkraftwerk La Coche, 370 MW
- Kraftwerk Montézic, 912 MW
- Pumpspeicherkraftwerk Revin, 800 MW

### Belgien
- Pumpspeicherkraftwerk Coo-Trois-Ponts in Trois-Ponts, 1164 MW, 1969/1978
- Pumpspeicherwerk Plate-Taille in Froidchapelle, 144 MW, 1980

### Italien
- Pumpspeicherkraftwerk Capriati, 113 MW, 1966[71]
- Pumpspeicherkraftwerk Domenico Cimarosa, 1000 MW, 1991
- Pumpspeicherkraftwerk Edolo, 1000 MW, 1984
- Pumpspeicherkraftwerk Entracque, 1320 MW, 1982
- Ponale-Wasserkraftwerk, 76 MW, 1929/1998

### Kroatien
- Pumpspeicherkraftwerk Velebit, 276/240 MW, 1984[72]

### Luxemburg
Luxemburg ist mit Deutschland in einer Strompreiszone (DE-LU) verbunden, bis 2018 gehörte auch Österreich dazu. Das Pumpspeicherwerk Vianden (1290 MW, 1964) in Vianden am Grenzfluss zu Deutschland ist hauptsächlich an die Kohlekraftwerke im rheinischen Revier angebunden und wurde durch deren nächtliche Überschüsse gepumpt. Später kamen Kernkraft und Erneuerbare hinzu.

### Polen
- Pumpspeicherkraftwerk Żar in Porąbka, 500 MW, 1979
- Pumpspeicherkraftwerk Żarnowiec am Zarnowitzer See, 716 MW, 1983
- Pumpspeicherkraftwerk Żydowo bei Żydowo, 157 MW, 1971

### Slowakei
- Pumpspeicherkraftwerk Čierny Váh, 735 MW, 2010

### Slowenien
- Pumpspeicherkraftwerk Avče bei Kanal ob Soči, 185 MW, 2010

### Tschechien
- Pumpspeicherwerk Dlouhé Stráně im Altvatergebirge 650 MW, 1978–1996
- Pumpspeicherwerk Dalešice zwischen den Stauseen Dalešice und Mohelno an der Jihlava, 450 MW, 1978
- Pumpspeicherwerk Štěchovice II zwischen den Stauseen Homole und Štěchovice an der Moldau, 45 MW, 1948
- Pumpspeicherwerk Černé jezero, an der Úhlava im Böhmerwald, 1,9 MW, 1930

### Ukraine
- Der ukrainische Energieversorger Ukrhydroenergo und der chinesische Konzern Sinohydro planen den Bau des Kaniv-Pumpspeicherkraftwerks mit einer Leistung von 1000 MW.[73] Das Pumpspeicherkraftwerk Dnister mit geplanten 2268 MW ist seit 1983 in Bau und sollte Stand 2021 bis 2028 vollendet werden, inwieweit der Russische Überfall auf die Ukraine sich auf den Zeitplan auswirkt ist unklar. Die Maschinensätze des Kraftwerks gehen sukzessiv in Betrieb, im August 2021 war dies bei der 4. von geplanten 7 Maschinen der Fall.[74]

### USA
- Die Bath County Pumped Storage Station war seit 1985 mit heute 3003 MW das weltweit leistungsstärkste Pumpspeicherwerk, zum Jahreswechsel 2021/22 ging die Krone an das chinesische Pumpspeicherkraftwerk Fengning[75]
- Pumpspeicherkraftwerk Ludington, 1872 MW
- Raccoon-Mountain-Pumpspeicherwerk, 1600 MW
- Helms Pumpspeicherwerk in Fresno County, California, 1212 MW

### China
In China sind u. a. die folgenden Pumpspeicherkraftwerke im Bau oder in Betrieb:
- Pumpspeicherkraftwerk Fengning 3600 MW, das leistungsfähigste PSW der Welt
- Guangdong-Pumpspeicherkraftwerk 2400 MW
- Huizhou-Pumpspeicherkraftwerk 2448 MW
- Pumpspeicherkraftwerk Tianhuangping 1836 MW

### Japan
Die größten Pumpspeicherkraftwerke in Japan sind:
- Pumpspeicherkraftwerk Shin-Takasegawa 1280 MW
- Kannagawa-Pumpspeicherkraftwerk seit 2021 940 MW, Ausbau auf 2820 MW geplant[76]

## Meerwasser-Pumpspeicherkraftanlagen
- in Japan: Meerwasserpumpspeicherkraftwerk Okinawa Yanbaru in Kunigami, Okinawa
- auf Hawaii, USA: Koko Crater, Oahu